# Анашкин, Егор Михайлович
Егор Михайлович Анашкин (род. 5 января 1979) — российский кинорежиссёр и сценарист. Режиссёр таких телесериалов, как «Кровавая барыня», «Зулейха открывает глаза» и «Шаляпин».

## Биография
Егор Анашкин родился в семе военнослужащего в 1979 году в городе Магдебурге, Германия.
В 2001 году завершил обучение на юридическом факультете Московского государственного университета, в 2003 году — Всероссийский государственный институт кинематографии имени С. А. Герасимова по специальности режиссура художественного фильма. Обучался на курсе В. Ю. Абдрашитова. В 2005 году защитил диплом ВГИКа с отличием.
Ещё студентом первых курсов Егор снимал короткометражные фильмы о службе в армии.
В 2006 году он участвовал в съёмках криминального телесериала «Двое из ларца», а через год стал режиссёром драматического романа «Шутка». В 2007 году работал над комедией «Добрая подружка для всех» и драмой «Жизнь взаймы». Уже в первых картинах Анашкина снимались популярные актёры современности, в частности, Наталья Андрейченко и Ирина Лачина.
Анашкин участвовал в съёмках шестого сезона «Каменской», отрежиссировал мелодраму «Нелюбимый» и комедию «Вождь разнокожих». Снял многие телесериалы и телефильмы, например, «Московская борзая» и «Идеальный брак».
В 2017 году телезритель увидел значимую работу режиссёра Анашкина — 16-серийную историческую драму «Кровавая барыня», повествующую о знаменитой Салтычихе. В 2020 году Анашкин на суд зрителю представил новый сериал «Зулейха открывает глаза». Телесериал получил три награды премии Ассоциации продюсеров кино и телевидения в номинациях: Лучшая актриса, Лучшая работа художника по гриму и Лучшая сценарная работа.
В 2023 году телезритель увидел ещё две знаковые работы режиссёра Анашкина — «Царская прививка» и «Шаляпин», которые также были отмечены многими критиками.

## Фильмография

### Режиссёр
- 2006 — Двое из ларца
- 2007 — Шутка
- 2008 — Добрая подружка для всех
- 2008 — Жизнь взаймы
- 2010 — Раскрутка
- 2010 — Тихий омут
- 2011 — Каменская 6
- 2011 — Нелюбимый
- 2012 — Идеальный брак
- 2012 — Самозванка
- 2012 — Вождь разнокожих
- 2014 — Уйти, чтобы вернуться
- 2016 — Деньги
- 2016 — Небеса подождут
- 2018 — Кровавая барыня
- 2019 — Зулейха открывает глаза
- 2021 — Тайна Лилит
- 2023 — Шаляпин
- 2023 — Царская прививка
- 2024 — Куколка